# Terniopsis malayana
Terniopsis malayana là một loài thực vật có hoa trong họ Podostemaceae. Loài này được (J.Dransf. & Whitmore) M.Kato mô tả khoa học đầu tiên năm 2006.